# Гійом Ронделе
Гійом Ронделе (фр. Guillaume Rondelet; 27 вересня 1507, Монпельє — 30 липня 1566), також відомий як Ронделет / Ронделетій — був професором медицини в Університеті Монпельє на півдні Франції і канцлером Університету між 1556 р. і його смертю в 1566 р. Здобув славу анатома і натураліста з особливим інтересом до ботаніки та зоології. Його головною роботою був тривалий трактат про морських тварин, на написання якого пішло два роки, який став стандартною довідковою роботою протягом приблизно століття, однак його тривалий вплив полягав у вихованні списку зіркових учнів, які стали провідними фігурами у світі науки кінця 16 століття.
Ронделе — прототип доктора Рондібіліса в «Третій книзі героїчних діянь і висловів доброго Пантагрюеля» (1546) Франсуа Рабле (1483/1494—1553).
Помер від дизентерії влітку 1566 року.

## Науковий доробок
- «Загальна історія риб» (De piscibus marinis, 1554);
- «De materia medicinali» (1556);
- «De ponderibus» (1556);
- «Methodus curandorum omnium morborum» (1583—1855);
- «Opera omnia medica».